# Badwater
Badwater – niewielkie słone jezioro w Dolinie Śmierci, w Kalifornii, w USA, jest najniżej położonym miejscem w Ameryce Północnej – 86 m poniżej poziomu morza. Szczyt Mount Whitney – najwyższy punkt w kontynentalnych Stanach Zjednoczonych oddalony jest tylko o 136 km.

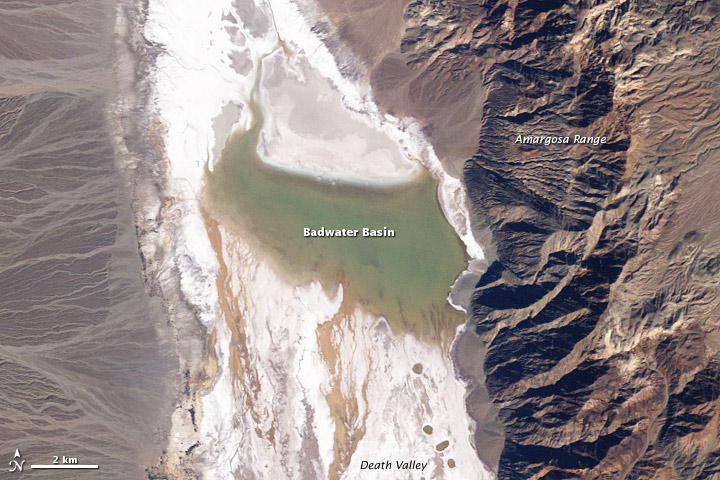
Badwater po opadach deszczu w 2005.
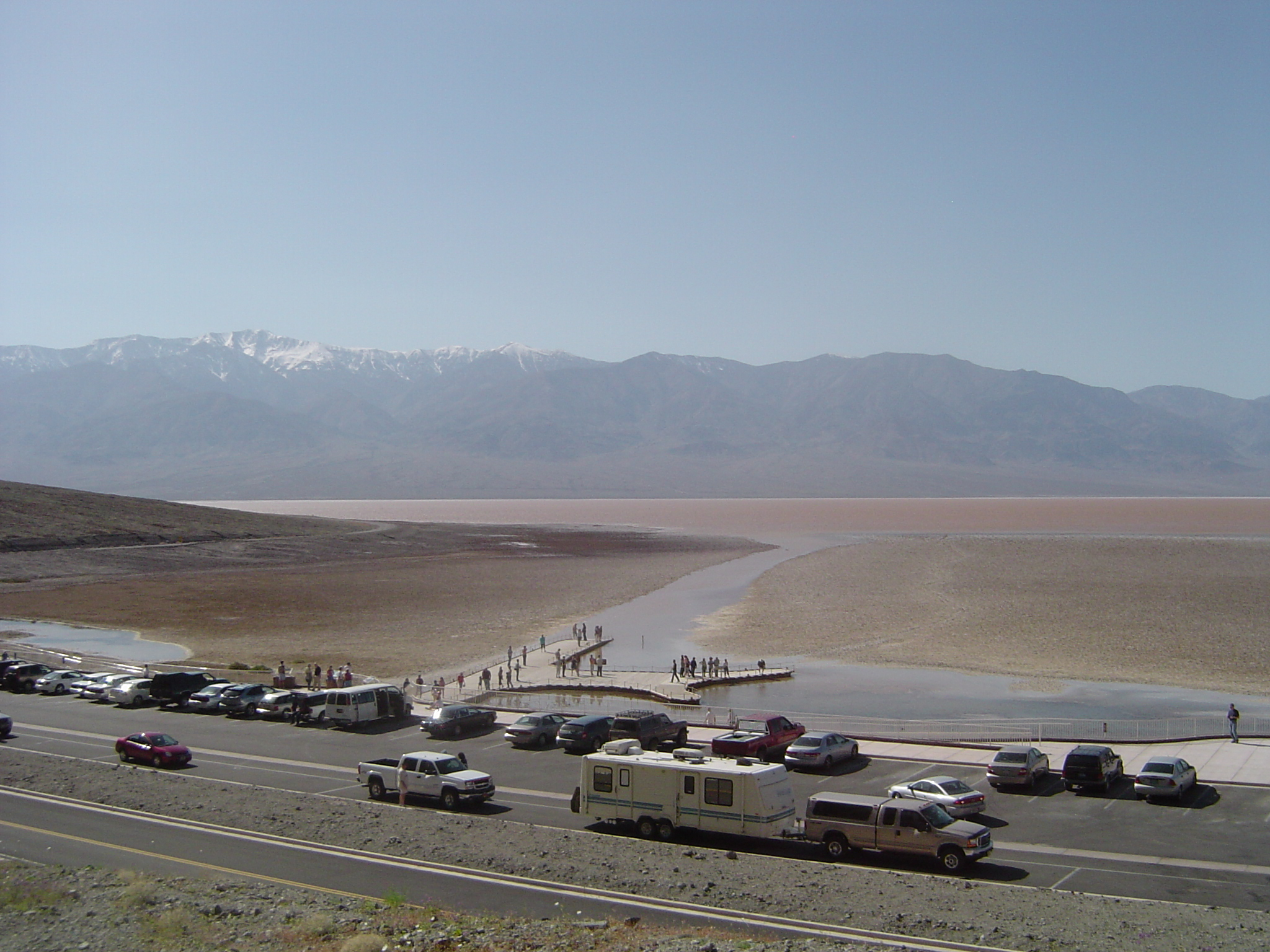
Obszar turystyczny zalany w roku 2005.
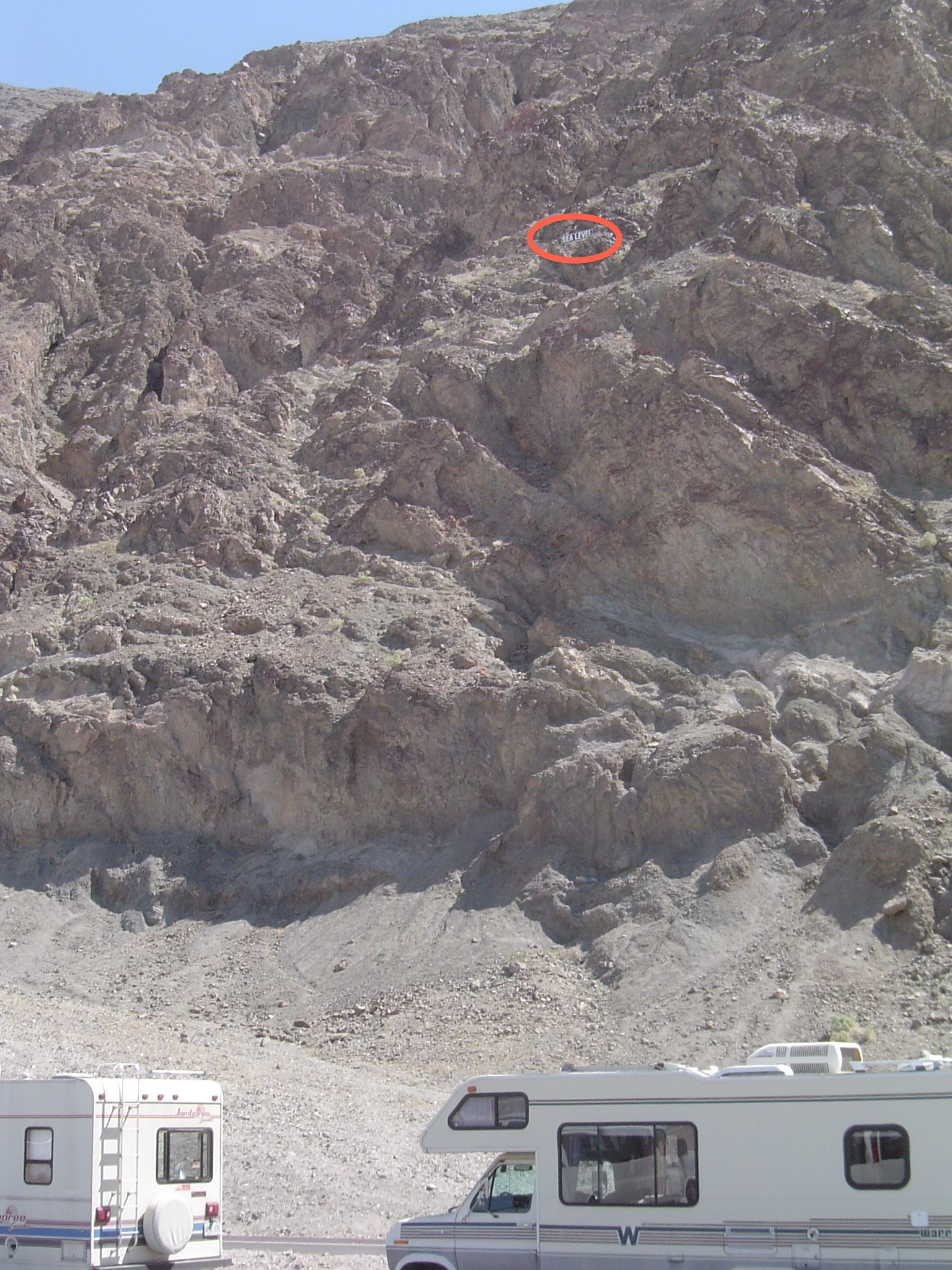
Znak Sea Level można zobaczyć na wysokości ⅔ klifu.
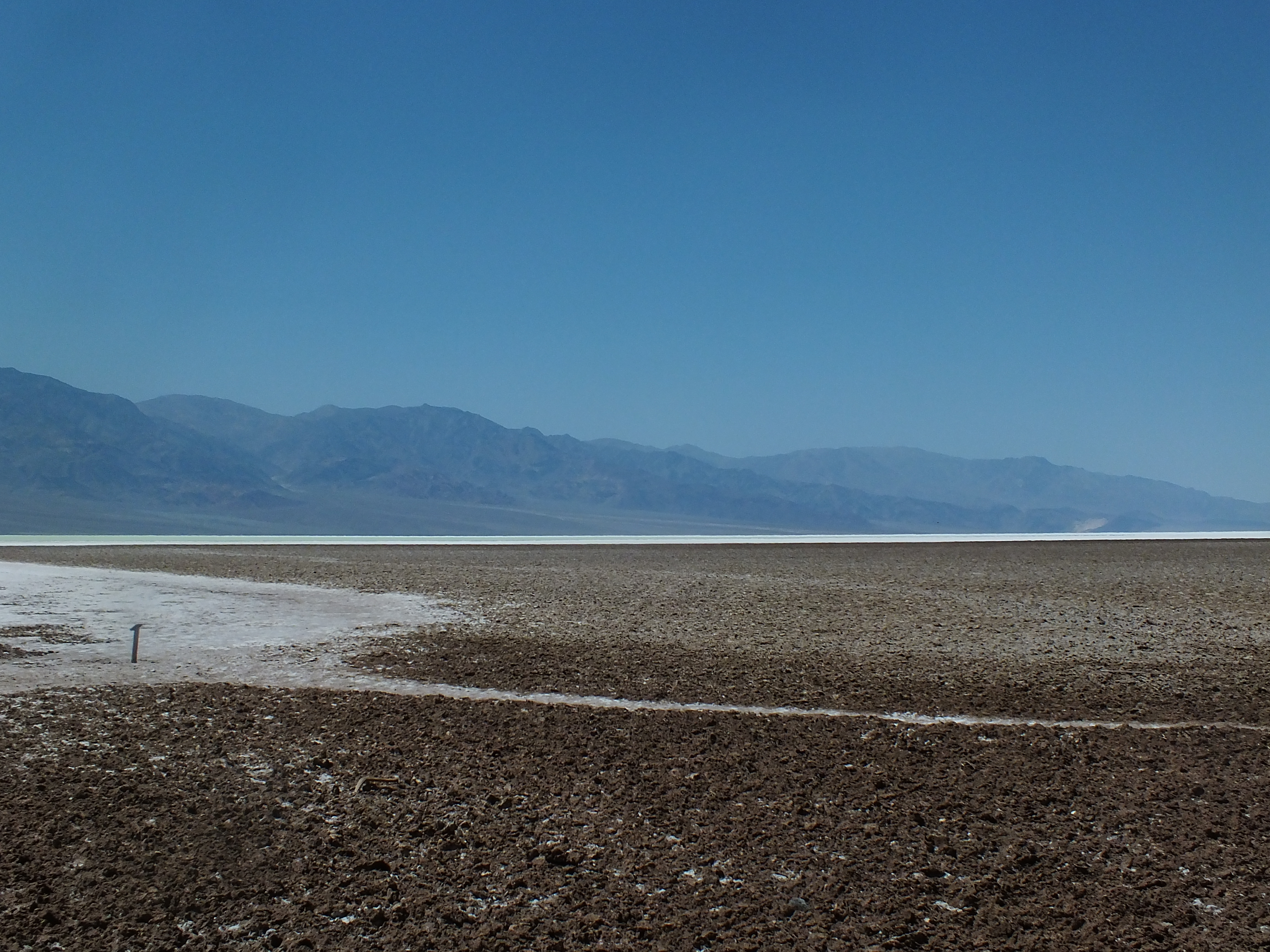
Widok na obszar turystyczny w 2024 roku.

Na liczącej 217 km trasie z Doliny Śmierci do Mount Whitney, w lipcu każdego roku odbywa się najtrudniejszy na świecie ultramaraton – Badwater Ultramarathon, z udziałem najlepszych na świecie biegaczy, triatlonistów i alpinistów. Zawodnicy biegną od około 23, do nawet 47 godzin bez przerwy w temperaturze przekraczającej czasami 55 °C.